# Rogelio López Fernández
Rogelio López Fernández del Castillo (Puerto Real, Cadis, 7 de gener de 1881 - el Masnou, Maresme, 10 de març de 1955) fou un pintor gadità establert al Masnou.
De petit es va quedar orfe i es traslladà a Madrid, on vivia el seu germà gran. Va estudiar pintura amb el pintor Joaquim Sorolla. Tenia com a companys Manuel Benedito, Eduardo Chicharro i Álvaro Alcalá Galiano. El 1897, a 15 anys, es va presentar a l'Exposició Nacional de Madrid. En edicions posteriors (1899, 1901 i 1904) hi obtingué diversos premis. També obtingué un premis en exposicions a Cadis i al Círculo de Bellas Artes de Madrid. Va exposar a Madrid, Barcelona, París, Cadis, Olot i al Masnou (pòstuma), entre d'altres. A Barcelona ho feu a la sala d'exposicions dels Magatzems El Siglo, a les Galeries Pallarès, a les Galeries Laietanes i a la Sala Parés (el 1914 i el 1915). Pintà, sobretot, paisatges i retrats. Es dedicà també a fer cartells. En va fer, per exemple, per a la Caixa de Pensions de Barcelona.
Els anys trenta del segle xx s'establí a Catalunya, al Masnou, on va viure la resta de la seva vida. Durant la Segona República va ser professor de dibuix, puntura i escultura a l'Escola del Treball i d'Estudis Secundaris del Masnou. Feia també classes particulars de pintura a casa seva, al carrer de Rafael de Casanova, 10. Va ser mestre del també pintor Eduard Domènech i Farré.
Gran part del seu llegat pictòric es troba a la pinacoteca de l'Ajuntament del Masnou situada a la Casa de Cultura. Van ser donades per la seva vídua, Rosa Albiol i Prius (Reus, 1892 - el Masnou, 1962). També hi ha obres seves en col·leccions privades i en societat de Belles Arts d'Espanya, Alemanya i Argentina.